# ラシー・ライス
ラシー・マークアン・ライス（Rashee Marquan Rice, 2000年4月22日 - ）は、アメリカ合衆国テキサス州ノースリチャードソンヒルズ出身のプロアメリカンフットボール選手。NFLのカンザスシティ・チーフスに所属している。ポジションはワイドレシーバー。

## 経歴

### カレッジ
SMUでは2年目の2020年シーズンから先発を務め、48レシーブ、683レシーブ獲得ヤード、5つのレシービングTDを記録した。
2022年シーズンは96レシーブ、1,355レシーブ獲得ヤード、10のレシービングTDを記録し、オールAACファーストチームに選出された。

### カンザスシティ・チーフス
| 6 ft 0+5⁄8 in (184 cm) | 204 lb (93 kg) | 32+3⁄4 in (83 cm) | 9+1⁄2 in (24 cm) | 4.51 s | 1.49 s | 2.54 s | 4.23 s | 7.02 s | 41.0 in (104 cm) | 10 ft 8 in (3.25 m) |
| Sources:               |                |                   |                  |        |        |        |        |        |                  |                     |

2023年のNFLドラフトにて全体55位でカンザスシティ・チーフスから指名され、その後ルーキー契約を結んだ。